# 编译期
编译期（compile time）是指程序设计中，编译器在编译源代码时的行为。包括语法分析、语义分析、类型检查（type check）、模板实例化、代码生成等。
程序设计语言通常指出源程序必须满足的编译期要求。 程序的一些性质在编译期可推导，如数组越界、无死锁、分时时间片等。
有些程序设计语言在链接期或运行期才执行一部分编译。如即时编译（Just-in-time compilation）。